# Ловен сокол
Ловният сокол (Falco cherrug), известен също и със старинните наименования Крагуй и Барак, е дневна граблива птица от семейство Соколови. Той е най-едрият вид сокол в България и втори по големина в света след северния сокол, с когото имат близко родство.
Видът се разделя на 2 подвида:
- Falco cherrug cherrug – среща се от Европа до Алтайските планини, Китай и Северна Монголия
- Falco cherrug milvipes – среща се в южните части на централна Азия

Ловният сокол е с големината на обикновения мишелов, но има по-елегантно тяло. Дължината на тялото варира от 45 до 55 cm, а размахът на крилата от 105 до 130 cm. Женските птици са по-големи от мъжките, но тази разлика не е толкова голяма, както е при някои други видове соколи.
Възрастните птици са с кафяв цвят отгоре, главата е светла, понякога дори бяла. Бакенбардите са доста тесни, обикновено заострени надолу и понякога са трудно различими. Възрастните имат светли гърди с капковидно напетняване. Восковицата и краката са жълти. Възрастните птици обикновено са по-светли от младите.
Младите птици също са кафяви, но петната на гърдите и на корема са по-гъсти. Бакенбардите са по-тъмни и добре различими, главата също е по-тъмна. Краката и восковицата са светлосинкави и започват да пожълтяват през втората година.
В полет ловният сокол наподобява донякъде сокола скитник, но върховете на крилата при ловния са в по-малка степен заострени и подкрилията са по-тъмни, създавайки добре видим контраст с първостепенните махови пера. За разлика от скитника, при ловния сокол подопашието е ненапетнено.

## Разпространение
Ловният сокол е вид на откритите пространства. Той е типичен вид за степите от централна Европа до централна Монголия. В Европа неговото типично местообитание са лесостепите в низините и предпланините, а на някои места и откритите планински била и плата. В някои райони в Азия той гнезди до 4000 m надморска височина. В малка или голяма степен неговото разпространение се припокрива с разпространението на лалугера и близките до него видове. В Европа младите птици обикновено извършват далечни скитания, основно в южна посока, където повечето млади птици зимуват.
В Европа младите ловни соколи след добиване на самостоятелност скитат и извършват миграции на значителни разстояния. Някои млади птици през есента се придвижват до Испания, докато възрастните обикновено остават в гнездовата територия целогодишно. Миграционните маршрути и зимовищата на ловния сокол от Централна и Източна Европа са слабо проучени. До този момент има три обратни сведения чрез пръстени от унгарски птици – от Либия, Малта (отстрелян) и Гърция. Изключително подробна и интересна информация за придвижванията на ловните соколи е събрана чрез поставяне на сателитни предаватели на млади птици, осъществено в рамките на проект по Програмата Лайф в Унгария. Някои от маркираните птици достигат до Беларус на север, Русия и Казахстан на изток и до Португалия на Запад. Четири от общо 42-та унгарски млади ловни сокола, снабдени със сателитни предавателя, пребивават тогава и на територията на България. Един от тях – Карчи, останва 36 дни в района на Кубрат.
Среща се в източните и южните части на Европа и в някои части на Азия. Прелетен вид, гнезди обикновено по поречието на река Дунав и на север в Австрия, Украйна и Румъния и зимува в Гърция, Турция, северните части на Алжир, южните части на Италия, Мала Азия. Обикновено се заселва в области с по-голямо изобилие на птици.

## Биология
Ловният сокол предпочита степни и лесостепни райони, както и райони с обширни пасища с лалугери, полевки и други видове гризачи. Подобно на другите видове соколи, ловният сокол не строи собствени гнезда, а заема гнездата на други видове – гарван, сива врана, обикновен мишелов, а понякога и на царски орел, бял щъркел, сива чапла и голям корморан. На скали обикновено гнезди в ниши или на скални корнизи, но може да заема и гнезда на скално гнездящи видове.
В някои страни охотно използва поставени изкуствени гнездилки на високоволтови електрически стълбове. Тази нова стратегия позволява на ловния сокол да гнезди в нови територии, недостъпни преди това за него, поради липсата на подходящи места за мътене.
Ловният сокол предпочита труднодостъпни места за гнездене с добра видимост към ловната територия. Размножителният период започва много рано през пролетта – в края на февруари или началото на март, в зависимост от времето. В началото на този период птиците изпълняват красиви брачни полети. През това време на годината в близост до гнездото те са много агресивни и нападат всички други видове грабливи птици, включително едрите видове орли. След като се установят на дадено място обаче, те могат да бъдат доста толерантни към други видове грабливи птици. Има случаи, когото е наблюдавано едновременно гнездене на сокол скитник и ловен сокол на една скала, на разстояние по-малко от 500 m.
Женската снася обикновено 3 – 5 яйца през средата или края на месец март. Мътенето продължава около 32 дни. Младите птици придобиват пълно оперение след 6 седмици. Женските могат да се размножават след първата година, а мъжките стават полово зрели след втората година. Двойките при ловния сокол се запазват за цял живот.
Предпочитаната плячка на повечето двойки е лалугерът. Ловният сокол може да използва за храна и други видове дребни гризачи, както и средни и малки по размер птици. През ранната пролет, когато лалугерът още не е активен, мигриращите видове птици могат да формират голяма част от менюто му. Понякога птиците от двойката ловуват заедно. Често ловният сокол отмъква плячката на други видове грабливи птици.
Хищна птица, която ловува еднакво успешно и на земята и във въздуха. Тактиката му на лов е крайно разнообразна, ловува както от засада, така и преследвайки плячката си. Понякога се спуска, пикирайки на земята или във въздуха, ако жертвата му е в полет, а понякога започва да преследва набелязаната птица във въздуха. Скоростта и ловкостта му не са чак толкова големи като на сокола орко и затова предпочита да напада птици, които не са толкова добри летци. Обикновено се храни с птици с размерите на скорец, но може да залови и убие и див заек или зеленоглава патица, като максимум на размера. По принцип, с изключение на размножителния период, е спокойна и тиха птица, която живее доста потайно. По това време рядко се отдалечава от гнездовия си район.

## Заплахи

### Унищожаване и деградиране на местообитанията
Унищожаването и деградирането на подходящите места за гнездене и ловуване са сред най-сериозните заплахи за вида. На редица места в България, където видът се е срещал в миналото, има негативни промени. На много места животновъдството е сведено до минимум или напълно изчезнало, като следствие от това много пасища са занемарени и неподходящи за лалугера, който е основен вид в хранителния спектър на ловния сокол. Друг проблем е разораването на стари пасища или засаждането им с лозя или други земеделски култури.

### Безпокойство
Иманярстовото, алпинизма, както и други екстремни спортове в неподходящо време на места, обитавани от вида, могат да имат сериозен негативен ефект върху гнездовия успех на ловния сокол. В началото на размножителния период птиците са много чувствителни към всякакво човешко присъствие в района на гнездене. В този период и най-незначителното безпокойство може да се окаже фатално. Двойката може да напусне района, а дори и това да не стане, изоставените яйца, дори за кратък период, могат да прегреят или изстинат в зависимост от времето, или да бъдат изядени от хищник.

### Бракониерство
В миналото много голям проблем беше ограбването от бракониери на малки и яйца от гнездата. Този проблем е много сериозен, особено за толкова малка и нестабилна популация, каквато е тази на ловния сокол в България.

## Природозащитен статус
Ловният сокол е строго защитен вид в България и каквито и да е посегателства спрямо него се преследват по Закона за биологичното разнообразие и по Наказателния кодекс, като наказанията предвидени  са по чл. 278г и чл.278д от НК, . Ловният сокол е включен и в Червената книга на България в категорията „Критично застрашен“.
Видът е включен в Приложение I на Директивата за птиците на Европейския съюз (Bird Directive), Приложение II на Бернската конвенция (Bern Convention), Приложение II на CITES, както и в категория „Уязвим“ от Световната Червена книга на IUCN.
За постигане на по-голям ефект от природозащитните усилия, заинтересованите страни разработиха Международен план за действие, който регламентира усилията за опазване на ловния сокол както във всяка от страните в ареала му, така и от страна на Европейския съюз. Най-голямата популация на ловния сокол в Европейския съюз се намира в Унгария. Тази страна е и един от малкото примери, където благодарение на успешни природозащитни мерки броят на двойките е увеличен от около 30 на над 200, при това – във време, когато видът намалява катастрофално навсякъде по света. Този факт категорично определя водещото място на унгарските експерти в опазването на ловния сокол. Настоящият проект цели прилагането на успешния опит и подходи за спасяването на ловния сокол и в България и Румъния.

## Допълнителни сведения
Отглежда се от дълбока древност като традиционна ловна птица. В много страни от Европа е обичайна птица в специализираните развъдници и се ползва с голяма популярност заради добрите си способности на ловец и сравнително ниската си цена сред соколарите. На територията на България е изключително рядък и защитен от закона вид. Изключително успешно размножавана в контролирани условия сред соколарите. Като интересен факт от съвремието, в подкрепа на лова със соколи, може да се спомене за популациите в Австрия и Словакия, където този вид промени коренно характерния си начин на живот и започна да живее като скитниците. Основна храна по време на размножителния период сега са скорците и гълъбите, а през зимните месеци – гълъби и малки водоплаващи. Сегашната популация на ловните соколи в Словакия е над 150 активно размножаващи се двойки.
Понастоящем вече не е сигурно, че ловният сокол гнезди в България. Последните случаи на сигурно гнездене са отпреди няколко години. През 80-те години на XX век в България е имало 40 – 60 двойки ловни соколи, но след това започва рязък спад в числеността им до почти пълното им изчезване. Като основна причина за този процес се счита криминалната организирана дейност по ограбване на гнездата на ловните соколи и вземане на малките с цел да бъдат продадени за нуждите на соколарството в арабските страни или в Западна Европа. Такъв проблем има и в редица други части от ареала на вида.
Подробна информация за ловния сокол може да бъде намерена на специализираната уеб страница на Работната група за ловния сокол в Югоизточна Европа (SESN), координирана от Централната лаборатория по обща екология при БАН.